# Observaciones sobre el sentimiento de lo bello y lo sublime
Las Observaciones sobre el sentimiento de lo bello y lo sublime (Beobachtungen über das Gefühl des Schönen und Erhabenen) son un grupo de ensayos publicados por Inmanuel Kant en 1764 en Königsberg, Prusia. Con un contenido variado y de fácil lectura (algo excepcional en la obra de Kant) es la primera obra donde introduce el concepto de lo sublime, que más tarde aparecería con más detalle en su Crítica del juicio, la tercera de sus Críticas.

Está dividido en cuatro capítulos:

## Contenido del ensayo

### Capítulo I: Sobre los diferentes objetos del sentimiento de lo sublime y de lo bello
En este primer capítulo Kant comienza dando una explicación general de los conceptos de lo bello y lo sublime, así como de las categorías dentro de lo sublime: terrorífico, noble y magnífico. 

### Capítulo II: Sobre las propiedades de lo sublime y de lo bello en el hombre en general
En el segundo capítulo, las cualidades del hombre internas o externas, virtudes o defectos, elevadas o bajas, son repartidas a su vez, y según una combinación de factores y la presencia de unas u otras combinadas, entre bellas y sublimes, y entre las clasificaciones de esta última.

### Capítulo III: Sobre la diferencia entre lo sublime y lo bello en la relación recíproca de ambos sexos
El título del tercer capítulo es bastante expresivo y explica de sobra sobre lo que trata, contraponiendo las mismas virtudes en el hombre y la mujer y cómo se comportan unos y otros, de manera sublime o bella, ante unos estímulos u otros.

### Capítulo IV: Sobre los caracteres nacionales en cuanto descansan en la diferente sensibilidad para lo sublime y lo bello
Se analizan aquí los distintos modos de comportarse de cada pueblo que Kant conocía, nuevamente desde el punto de vista de los sublime y lo bello. Llaman la atención unas frases de este capítulo, en la parte dedicada a la sexualidad de los pueblos: «De todos los salvajes, solo entre los canadienses disfruta, en realidad, la mujer una gran consideración. Acaso aventajan en ello a nuestros países civilizados».
Termina el capítulo y el libro comentando, casi como de pasada, que también está en la naturaleza del hombre el cambiar, y que aquel que hoy se deleita con lo sublime mañana quizás no sepa admirarlo...